# Sosninella
Sosninella es un género de foraminífero bentónico considerado como nomen nudum y/o nomen imperfectum, y por tanto invalidado, aunque considerado perteneciente a la familia Geinitzinidae, de la superfamilia Geinitzinoidea, del suborden Fusulinina y del orden Fusulinida. Su rango cronoestratigráfico abarca el Lopingiense (Pérmico superior).

## Clasificación
En Sosninella no se ha considerado ninguna especie.